# Александър Рибак
Александър Игоревич Рибак (на руски: Александр Игоревич Рыбак; на норвежки: Alexánder Rỳbak) е норвежки певец, цигулар, композитор и актьор от беларуски произход.
Представя Норвегия на 54-тото издание на конкурса „Евровизия“ през май 2009 година и побеждава с рекорден в историята на конкурса брой точки (387). Победата му носи песента „Fairytale“ („Приказка“), композирана и написана от самия него. Тя влиза в дебютния му албум Fairytales, издаден месец по-късно.

## Биография

### Детски и юношески години
Александър Рибак е роден на 13 май 1986 г. в Минск, Белоруска ССР, СССР. Майка му Наталия Валентиновна Рибак е пианистка, а баща му Игор Александрович Рибак е цигулар. Когато Рибак е на 2 години, баща му заминава на турне за Норвегия и, подпомогнат от норвежко семейство, първоначално се укрива от съпровождащия оркестъра човек на КДС и остава, като емигрира окончателно в Норвегия. 2 години по-късно 4-годишният Александър също заминава с майка си за Норвегия и семейството се установява в полуостров край столицата на име Несоден (Nesodden), където живее.
Рибак започва да свири на цигулка и пиано на 5-годишна възраст; 3 години по-късно изпълнява концертни цигулкови пиеси. До 10-годишна възраст цигулка му преподава баща му, след което учи при проф. Айзък Шулдман (Isaac Schuldman) в Норвежкото висше музикално училище (Norges Musikkhøgskole). През този период свири под диригентството на баща си с Vivaldi-orkesteret и в Младежкия оркестър на Консерваторията „Барат Дуе“ (Barratt Due musikkinstitutt) в Осло.

### По-нататъшно учение и изяви
След завършване на средното си образование Рибак постъпва в бакалавърската програма на консерваторията „Барат Дуе“. През 2004 г. получава наградата за млади таланти на фондацията „Андерс Йаре“ (Anders Jahre Stiftelsen) и става концертмайстор на най-големия младежки симфоничен оркестър Ung Symfoni. Учи при известни преподаватели, взема уроци и „master classes“ от повече от десет цигулкови педагози, включително Пинкас Цукерман (Pinchas Zukerman). От 15-годишна възраст Рибак експериментира с разни музикални жанрове като изпълнител и композитор.
Попкариерата му започва през 2005 г., когато достига до полуфинала на норвежкия Music Idol с песен на Елтън Джон. На следващата година печели „Големият шанс“ (Kjempesjansen) – състезание за таланти на норвежката телевизия, с песента „Fooling“ в стил традиционен джаз, на която е автор на текста и музиката.
Първите му актьорски изяви датират от 2007 г., когато Рибак изпълнява ролята на цигуларя в мюзикъла „Цигулар на покрива“ (Anatevka – Fiddler on the roof), за което е отличен с наградата Хеда (Heddaprisen).

### „Евровизия 2009“ и първи албум
На 16 май 2009 г. Рибак печели 54-тия песенен конкурс „Евровизия“ в Москва с рекордните 387 точки, изпълнявайки авторската си песен „Fairytale“ съвместно с танцовото трио „Фрикар“ (Frikar). 15 държави-участници (от общо 38) го удостояват с максималните 12 точки, други 10 – с 8 точки, България единствена го оценява с най-малко – 2 точки.
С победата в Евровизия популярността му експлодира. При завръщането си от Москва на 17 май – националният празник на Норвегия, е посрещнат на летището от 6000 почитатели – предимно момичета и деца. Превърнал се внезапно в международна поп-звезда, Рибак прави концерти и участва в телевизионни предавания в разни държави в Европа, но най-вече в по-големи и по-малки градове на Норвегия, изпълнявайки договорености отпреди победата в Евровизия.
Рибак се гордее с факта, че на международното състезание е представил норвежкия фолклор, но подчертава непрестанно привързаността си към руската музикална традиция. Като една от вероятните причини за победата си на международното състезание Рибак смята съчетанието на руската носталгия и оптимизма на норвежците – „най-щастливите хора на света“. Александър казва: „Винаги съм обичал да забавлявам хората и сякаш това е моето призвание.“
През юни 2009 излиза първият албум на Рибак. По неговите думи албумът няма никаква „червена нишка“, защото е желаел да изрази различни страни на творческите си интереси и дарование (класическо и фолклорно, руско и норвежко изкуство, комерсиално и дълбоко поетично и пр.) и да отговори на насочените към него очаквания от разни националности и култури. Според Рибак почитателите му са на възраст от 0 до 20 години, както и всички, които са запазили детското в себе си. Неслучайно, казва той, оценките за албума са или шестица, или нула. Почитатели и журналисти изразяват често възхита от непренудеността на сценичното и публичното му поведение, както и на неговата младежка жизненост и артистизъм. Според Арве Телефсен той е „посланик на истинско удоволствие от свиренето“.
Рибак свири с най-утвърдения норвежки цигулар Арве Телефсен (Arve Tellefsen), с Мортен Харкет от норвежката рок група A-ha, с нидерландеца Paul de Leeuw и други популярни поп-, фолк- и рокпевци и изпълнители. През 2008 – 2009 г. играе Леви във филма Yohan – Barnevandreren. Премиерата, обявена първоначално за август 2009 г., е отложена поради невъзможност Крис Кристоферсон да направи снимките на Леви в напреднала възраст преди началото на 2010 г.

## Дискография

### Албуми
| Година | Заглавие   | Чарт позиции | Чарт позиции | Чарт позиции | Чарт позиции | Чарт позиции | Забележки |
| Година | Заглавие   | DE           | AT           | CH           | UK           | NO           | Забележки |
| ------ | ---------- | ------------ | ------------ | ------------ | ------------ | ------------ | --------- |
| 2009   | Fairytales | 16           | -            | 65           | -            | 1            |           |

### Сингли
| Година | Заглавие           | Чарт позиции | Чарт позиции | Чарт позиции | Чарт позиции | Чарт позиции | Албум      | Забележки |
| Година | Заглавие           | DE           | AT           | CH           | UK           | NO           | Албум      | Забележки |
| ------ | ------------------ | ------------ | ------------ | ------------ | ------------ | ------------ | ---------- | --------- |
| 2009   | Fairytale          | 4            | 12           | 3            | 10           | 1            | Fairytales |           |
| 2009   | Funny Little World | -            | -            | -            | -            | 1            | Fairytales |           |
| 2009   | Roll With The Wind | -            | -            | -            | -            | 16           | Fairytales |           |